# Człowiek plus
Człowiek plus (tytuł oryg. Man Plus) – powieść fantastycznonaukowa amerykańskiego pisarza Frederika Pohla.
Powieść ukazała się w 1976, polskie wydanie, w tłumaczeniu Marka Marszała, wydało wydawnictwo Iskry (1986) w serii Fantastyka-Przygoda. Powieść otrzymała nagrodę Nebula w 1976.

## Fabuła
Ziemia XXI wieku to świat przeludniony i pogrążony w kryzysie. Jedna ze stron konfliktu, Stany Zjednoczone, próbując skolonizować Marsa, prowadzą tajny projekt Człowiek Plus, którego celem jest stworzenie cybernetycznie zmienionego człowieka, mogącego przetrwać na Czerwonej Planecie. Powieść opowiada o cierpieniach i rozterkach poddawanego kolejnym modyfikacjom głównego bohatera, Rogera Torrawaya. Akcja rozgrywa się głównie w tajnych rządowych laboratoriach oraz gabinetach polityków.